# 天津意式风情区
39°8′0.434″N 117°11′32.532″E / 39.13345389°N 117.19237000°E天津意式风情区，又称“新·意街”，前身为意大利在境外唯一的租界，是天津市河北区光复道街道的一处具有意大利风情的旅游风景区，亦是亚洲唯一一处具有意大利风格的大型建筑群。在其作为商业地产项目推广期间，被称作新·意街、意大利风情区或海河意式风情区2011年，根据天津市规划局编制公示的《天津市一宫花园历史文化街区保护规划》，正式定名为一宫花园历史文化街区。

## 历史
1902年6月7日，天津海关道唐绍仪与新任意大利驻华公使嗄里纳签订了《天津意国租界章程合同》，划定天津意租界的范围。位置介于天津奥租界与天津俄租界之间，南临海河，北到津山铁路，与天津法租界和天津日租界隔河相望，面积771亩。1902年，意大利首任驻天津领事费洛梯上尉在进行认真勘测和规划之后，利用海河清淤的废土垫平沼泽洼地，修建排水系统，兴建意大利风格的花园住宅并完善相关的服务设施，包括俱乐部、意国花园、菜市和警察局。1946年，天津意租界被中华民国政府收回。1949年，解放后，名人故居被作为政府办公或分给国营企业和普通居民。

## 现状

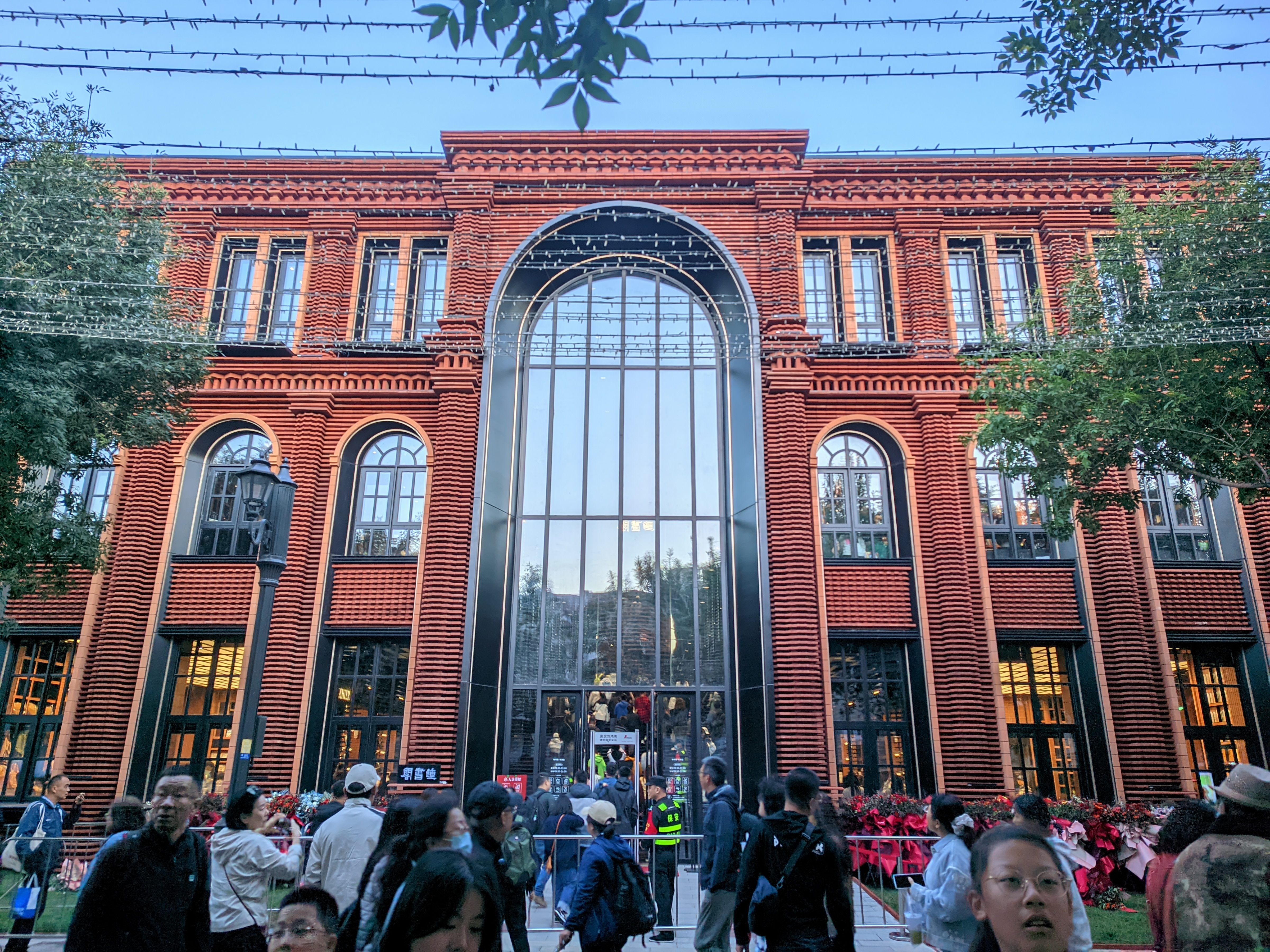
2024年开业的钟书阁

2002年，天津市政府和天津市海河风貌建设发展有限公司对原天津意租界所在地域进行保护性开发，命名为“天津新·意街”，又称“天津意式风情区”。新意街于2005年完成修缮并招商引资，2008年对外接待游客，现已成为天津具有特色与吸引力的旅游景区。目前，天津意式风情区已经是国家4A级旅游风景区。

## 地理及规划
天津意式风情区位于天津市河北区，东起河北区五经路，西至河北区胜利路（北安道），南起河北区博爱道，北至河北区建国道。紧邻天津站和海河，和古文化街、和平路商业街、天津环球金融中心、天津金融城隔河相望。另外，天津意式风情区周边还建有许多高端住宅和酒店如：津门，君临天下，恒隆广场，津塔公寓，仁恒海河广场，海河大道，希尔顿酒店，圣瑞吉斯酒店，悦榕庄酒店等。
天津意式风情区目前规划分为14个区：3区、4区、11区、13区为餐饮娱乐区，1区、2区、12区为展览及配套服务区，5区、6区为精品酒店和旅游配套服务区，14区为精品百货和品牌旗舰店区。7区、8区、9区、10区尚在规划中。

## 交通

### 天津轨道交通
- 2号线：建国道意风区站

### 道路
意大利首任驻天津领事费洛梯上尉与艾克森美孚合作，将天津意租界大马路（今建国道）建成天津第一条柏油路。随后又陆续将各条道路均建成柏油路面，成为最先将所有道路修成高级路面的租界。现在天津意式风情区内部的主要街道和广场均采用天然石材拼图和鹅卵石铺成。

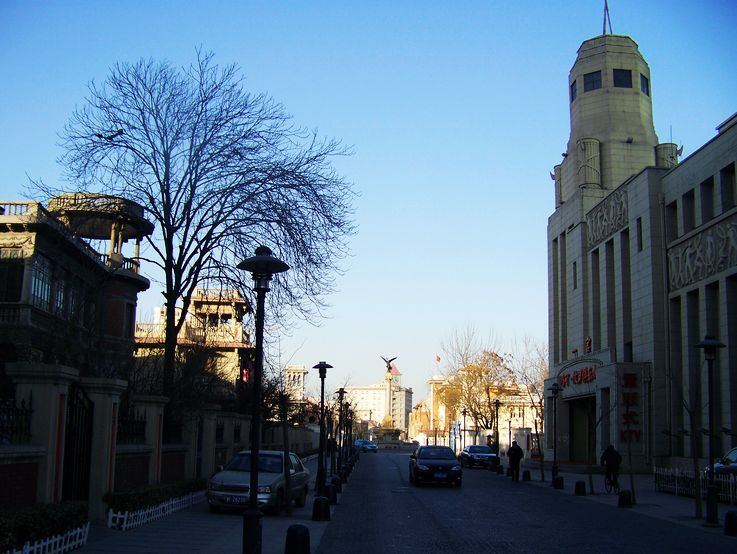
通向马可波罗广场的民族路

目前天津意式风情区内的主要道路有：
- 河北区建国道（原大马路）
- 河北区民族路（原马可波罗路）
- 河北区自由道（原但丁路）
- 河北区民生路（原佛罗伦萨道）
- 河北区北安道（胜利路）（原的里雅斯德道）
- 河北区博爱道（原桑朱利亚诺侯爵道）
- 河北区进步道（原埃马诺卡洛托道）
- 河北区光复道（原康特伽利娜道）
- 河北区光明道（原营盘小马路）
- 河北区民主道（原文森索罗西道）
- 河北区兴隆街（原意中交界路）
- 河北区五经路（原波格拉尼路）

## 古典建筑群

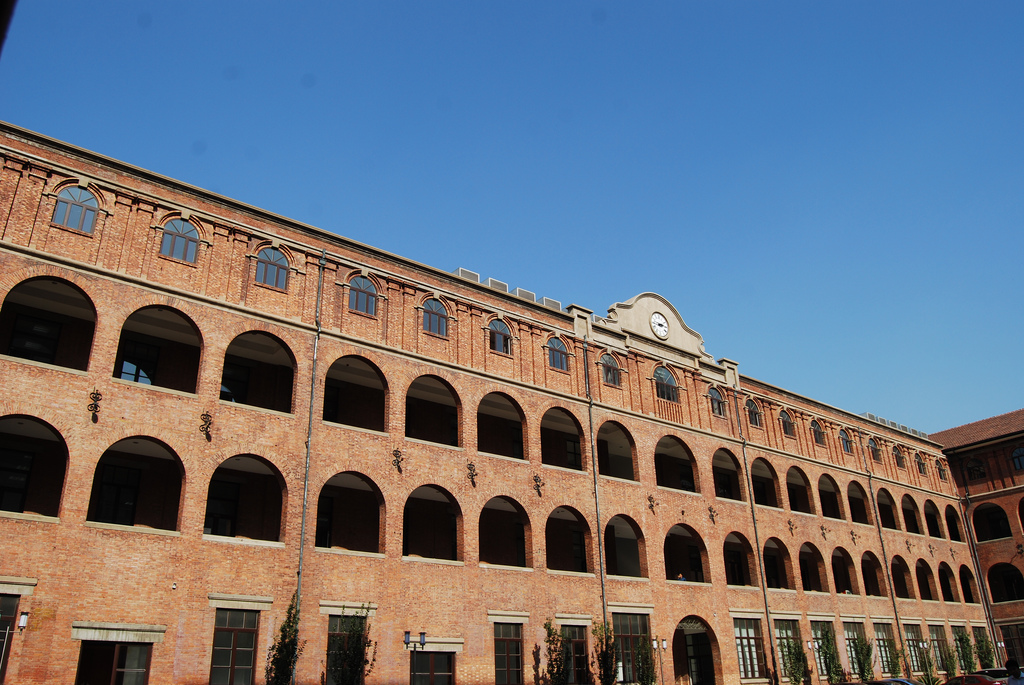
意大利兵营

历史上，天津意租界为高级住宅区。1911年，天津意租界有251名意大利人和5348名中国居民。民国年间，有许多离开政坛的中国政界人物入住天津意租界。

### 公用建筑
- 意大利兵营
- 原回力球馆
- 意国花园
- 但丁广场
- 马可波罗广场
- 天主教方济各会圣心堂

### 名人故居
| - 梁启超旧居 - 曹锟故居 - 那桐故居 - 曹禺故居 - 张廷谔故居 - 华世奎故居 - 吕调元故居 - 倪嗣冲故居 | - 张鸣岐旧宅 - 靳云鹏故居 - 张敬尧故居 - 章宗祥故居 - 潘毓桂故居 - 杨增新故居 - 汤玉麟旧宅 - 曾国荃祠堂 | - 易兆云故居 - 孙良诚故居 - 李实忱故居 - 王卓然故居 - 韩麟生故居 - 杨豹灵故居 - 傅家烈故居 - 张星榆故居 | - 王一民故居 - 程克故居 - 杨天寿故居 - 卢鹤紱故居 - 阎家琦故居 - 程曦故居 - 杨以德故居 - 张绍姜故居 | - 曹锐故居 - 鲍贵卿旧宅 - 刘髯公旧宅 - 齐耀琳故居 - 安氏故居 - 祖氏故居 - 孟氏家庙 |

## 文化和娱乐

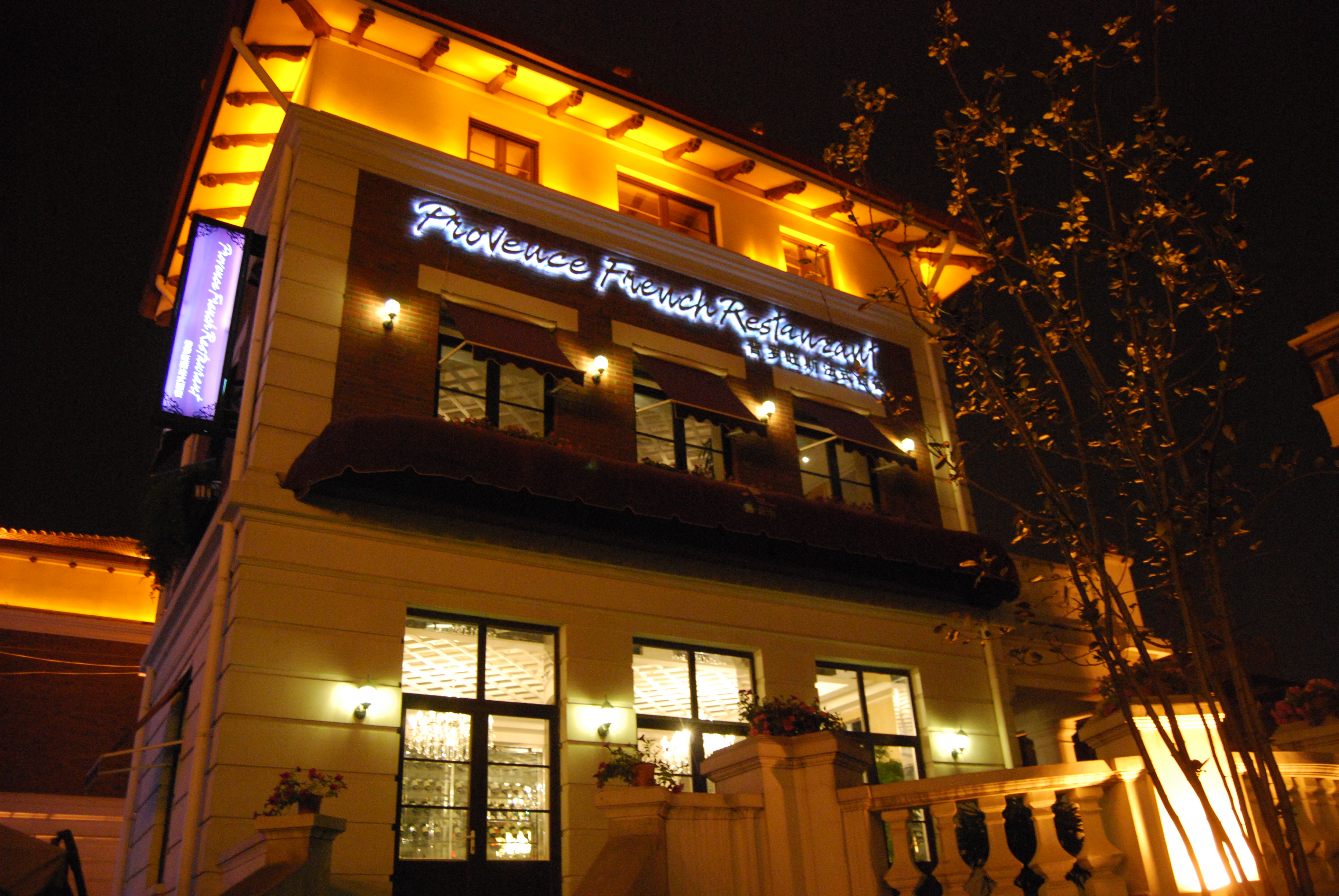
普罗旺斯法式餐厅

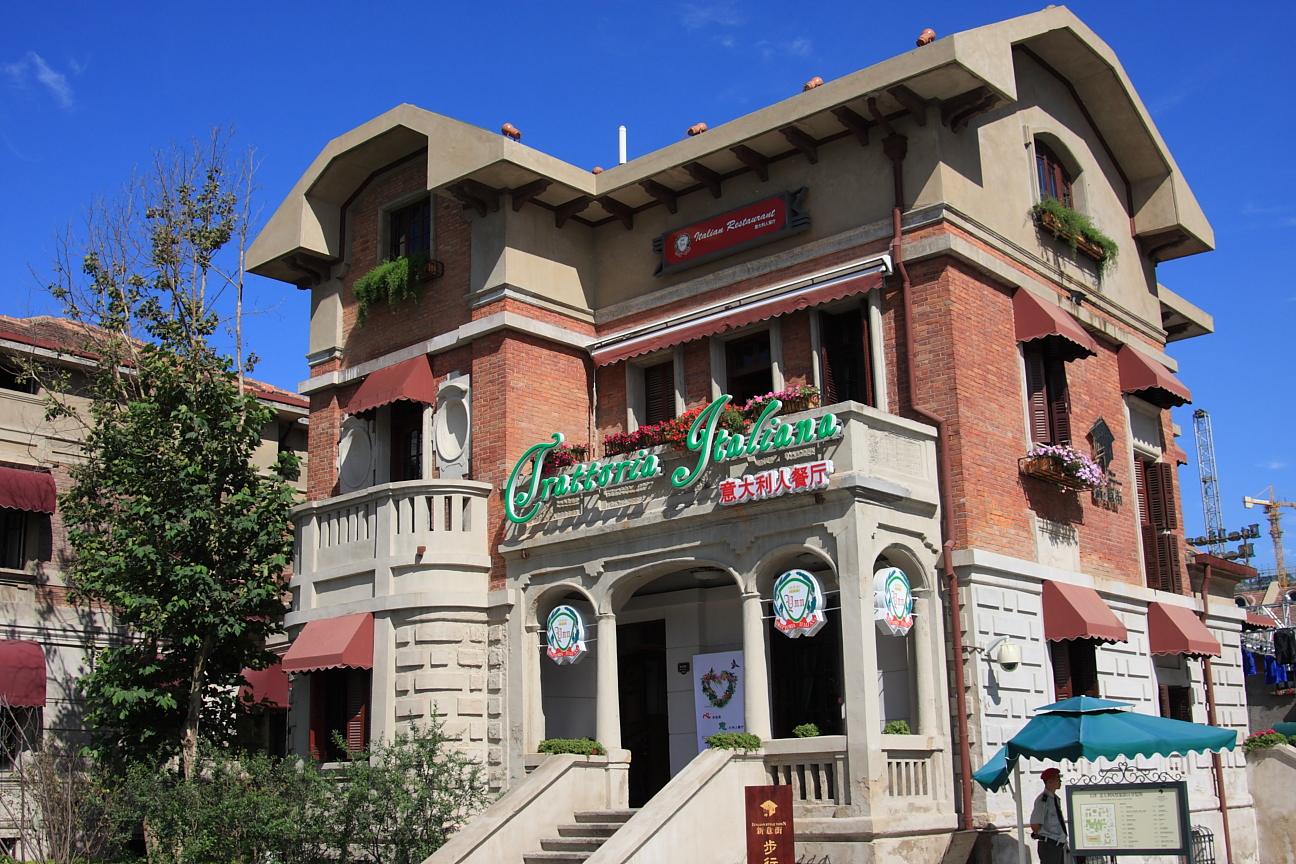
意大利人餐厅

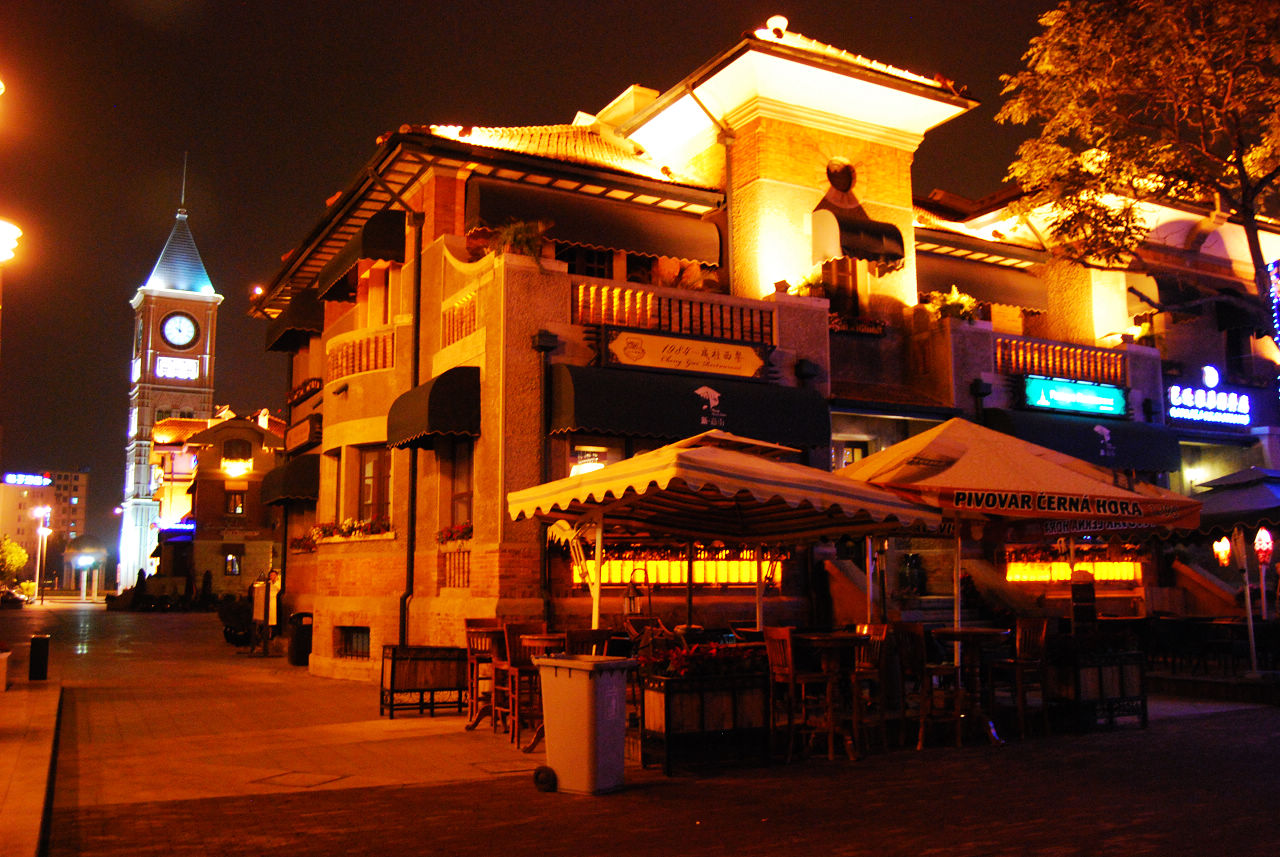
成桂西餐厅

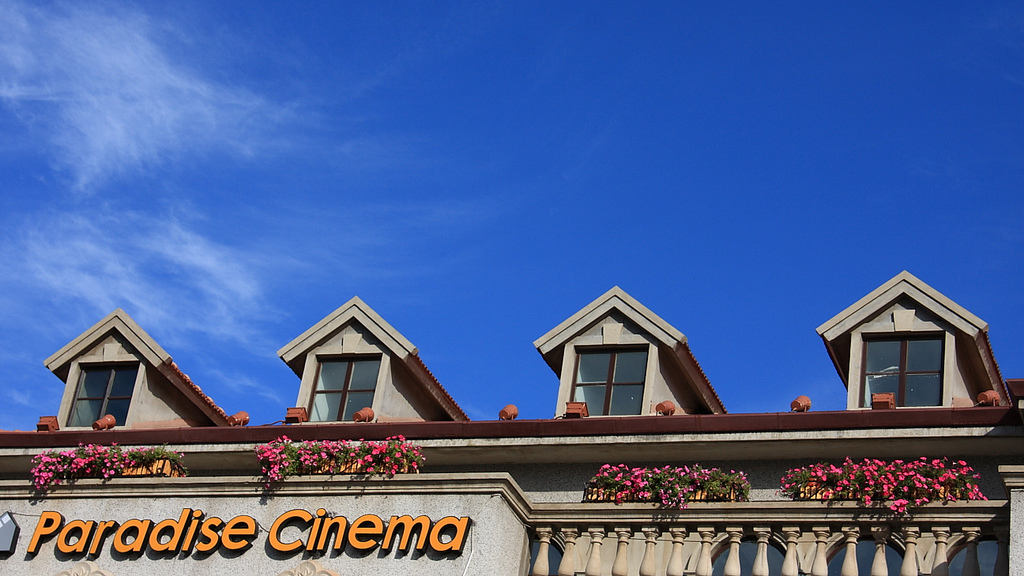
天堂电影院餐厅

艺术
- 意大利文化中心
- 天堂电影院
- 范曾艺术馆

公园
- 海河音乐公园
- 一宫公园

餐厅
- 成桂西餐厅
- 意大利人餐厅
- 普罗旺斯法式西餐厅
- 东秘鲍翅公馆
- 塞纳河法国餐厅
- 芭堤雅泰国餐厅
- 维罗那小镇
- 玲珑小镇
- 荷意典藏粤菜馆

咖啡厅
- 楚门咖啡
- 傲古咖啡
- 米兰甜品咖啡厅
- Sugar Cake

夜店酒吧
- 13 Club
- 威尼斯酒吧
- 汇馆壹酒贰吧
- 巴伐利亚啤酒坊
- 马可波罗俱乐部

展览馆
- 天津城市规划展览馆

## 相关影视作品
- 《风声》
- 《非常完美》
- 《白银帝国》

以上影片均有诸多场景在此拍摄。